# کارول ویلکینسون
کارول ویلکینسون (متولد ۱۹۵۰، دربی انگلستان) است و نویسنده استرالیایی برنده جایزه بهترین اثر خود با نام محافظ اژدها می‌باشد.

## حرفه
سال ۱۹۶۳ وقتی کارول ۱۲ ساله بود با خانواده اش به استرالیا مهاجرت کرد. تا سن ۴۰ سالگی در یک آزمایشگاه کار می‌کرد که ناگهان تصمیم به تغییر مسیر در شغل خود گرفت. وی برای موفقیت در این تغییر، تصمیم به ادامه تحصیل گرفت. هنگام تحصیل در دانشگاه تعدادی از متون نوشته شده خود را به دوستش که در یک انتشاراتی کار می‌کرد نشان داد. این نمونه، مقدمه‌ای شد تا اولین رمانش که در مورد نوجوانان بود را به رشته نگارش در بیاورد. از آن زمان به بعد کتاب‌های زیادی در زمینه آموزش و تجارت در استرالیا به چاپ رساند. وی همچنین، اپیزودهای مختلفی برای برنامه‌های کودکان در تلویزیون نوشته‌است. وی در سال ۲۰۱۱، وارد دانشگاه سنت ایگناتیوس در آدلاید شد. دختر کارول، لیلی ولیکینسون هم در زمینه ادبیات کودک و نوجوان به نگارش کتاب می‌پردازد.

## محافظ اژدها
کتاب محافظ اژدهای او بسیار موفق بوده‌است. این کتاب به شرح داستان زندگی پینگ و اژدهای کهنسالی می‌پردازد که در دوره سلطنت هان در چین قرار دارند. این کتاب توسط انتشارات بلک داگ بوکس (استرالیا) در سال ۲۰۰۳ به چاپ رسیده و جوایز متعددی نیز از آن خود کرده‌است. جایزه کالباچر کلاپرشلانگ (جایزه کودکان در آلمان) ۲۰۰۶ جایزه کتاب سال مجمع ادبیات کودک استرالیا (خوانندگان جوان) ۲۰۰۴جایزه ادبی کوئینزلند (بهترین کتاب کودک) ۲۰۰۴جایزه اورئالیس (نوجوانان) ۲۰۰۳این کتاب همچنین نامزد جایزه ادبی نیو سوت ولز برای جایزه پاتریشیا رایتسون با موضوع کتاب کودک در سال ۲۰۰۴ نیز بوده‌است. این کتاب در سال ۲۰۰۵ نیز در آمریکا به چاپ رسیده‌است. همچنین ۳۰ آوریل سال ۲۰۰۵ نیز در انگلستان به چاپ رسید. مجموعه داستان‌های محافظ اژدها و باغ اژدهای بنفش در سپتامبر سال ۲۰۰۵ در استرالیا به چاپ رسیده‌است. ماه اژدها نیز در سال ۲۰۰۷ چاپ شد. قبل از محافظ اژدها، داستانی به نام طلوع اژدها چاپ شده بود که در مورد سفرهای دنزی قبل از سفر به کوه‌های هانگلینگ است.

## کتابشناسی

### سری محافظ اژدها
- محافظ اژدها (۲۰۰۳)
- باغ اژدهای بنفش
- ماه اژدها (استرالیا ۲۰۰۷)
- برادرهای هم خون (۲۰۱۲)
- سایه خواهر (۲۰۱۴)
- طلوع اژدها رمان
- برج پرنده برنزی رمان

### سری راموز
- راموز: ملکه در تبعید ۲۰۰۳
- راموز و دزدان مقبره ۲۰۰۳
- راموز: نیس عقرب
- راموز: خشم را

### سری طبل
- مار سیاه رمان ۲۰۰۲
- آتش درون ۲۰۰۴
- اکساندر کبیر رمان ۲۰۰۴

### آثار دیگر
- وحشت صحنه نمایش (۱۹۹۶)
- در اعماق آّبها (۱۹۹۹)
- خارج از مدار (۱۹۹۹)
- ماجرای برتراند (۲۰۰۰)
- پیشرفت سرباز (۲۰۰۰)
- گورهای آبکی (۲۰۰۰)
- آرزوهای نادرست (۲۰۰۱)
- شکر شکر (۲۰۱۰)